# Stadion Neufeld
Het Stadion Neufeld is een multifunctioneel stadion in Bern, de hoofdstad van Zwitserland. 
De capaciteit van het stadion is 14.000 toeschouwers. Het stadion wordt vooral gebruikt voor de thuiswedstrijden van FC Bern. Het Zwitsers voetbalelftal heeft er een aantal keer een internationale wedstrijd gespeeld.

## Interlands
| Voetbalinterlands | Voetbalinterlands | Voetbalinterlands       | Voetbalinterlands | Voetbalinterlands | Voetbalinterlands |
| №                 | Datum             | Wedstrijd               | Uitslag           | Competitie        | Toeschouwers      |
| ----------------- | ----------------- | ----------------------- | ----------------- | ----------------- | ----------------- |
| 1                 | 1 juni 1925       | Zwitserland – Spanje    | 0–3               | Vriendschappelijk | 20.000            |
| 2                 | 15 april 1928     | Zwitserland – Duitsland | 2–3               | Vriendschappelijk | 16.000            |
| 3                 | 20 maart 1932     | Zwitserland – Frankrijk | 3–3               | Vriendschappelijk | 18.000            |
| 4                 | 20 mei 1833       | Zwitserland – Engeland  | 0–4               | Vriendschappelijk | 26.000            |
| 5                 | 4 november 1934   | Zwitserland – Nederland | 2–4               | Vriendschappelijk | 25.000            |
| 6                 | 3 mei 1936        | Zwitserland – Spanje    | 0–2               | Vriendschappelijk | 15.000            |
| 7                 | 15 september 1951 | Zwitserland – Saarland  | 2–5               | Vriendschappelijk | 6.500             |
| 8                 | 7 mei 1958        | Zwitserland – Luxemburg | 2–2               | Vriendschappelijk | 6.000             |